# Свети Аманд
Свети Аманд или Амандус (584-675) био је француски хришћански светитељ.
Рођен је у данашњој области Поитоу у племићкој породици. Упркос њеном противљењу, са двадесет година се замонашио. У Боургесу је под вођством тамошњег епикопа Аустрегисила живео петнаест година на хлебу и води. После ходичашћа у Рим, 628. године је изабран за мисионарског епископа. Франачки краљ Клотар II га је послао да покрштава паганско становништво у данашњој Фландрији.